# Spelaeochernes dubius
Spelaeochernes dubius är en spindeldjursart som beskrevs av Volker Mahnert 200. Spelaeochernes dubius ingår i släktet Spelaeochernes och familjen blindklokrypare. Inga underarter finns listade i Catalogue of Life.